# 宜蘭縣歷史
宜蘭縣域以蘭陽平原為主，舊名為噶瑪蘭（西班牙語：Cabaran）或蛤仔難（Kap-á-lān），名稱源自世居的台灣原住民「噶瑪蘭族」（Kebalan）。「Kbalan」在噶瑪蘭語裡是「平原的人」的意思。

## 史前時期
蘭陽平原在史前時期是噶瑪蘭族的世居之地，宜蘭淇武蘭遺址有早期與晚期兩層文化，經碳14測年，早期文化年代約為1300-800年前，晚期文化年代約為600-100年前。漢人進入前噶瑪蘭族聚落的數量超過六、七十個社以上。重要聚落包括打馬煙社、抵美簡社、奇立丹社、奇立板社、貓里霧罕社、抵美福社、流流社、武暖社、歪仔歪社、新仔羅罕社、利澤簡社、加禮宛社、奇武荖社等。

## 荷西時期
最早關於宜蘭的歷史記載始於1632年，1632年西班牙人因船隻偶遇颶風漂到噶瑪蘭，船員五十人因擅闖原住民領土遭出草。於是西班牙當局派遣由菲律賓人組成的軍隊進攻該地，焚燬原住民部落七處，屠殺原住民十二人。注意到此地的西班牙人將蘇澳以北的海灣命名為“聖塔．卡塔利那”（Santa Catalina），而蘇澳港附近則命名為“聖．羅連索”（San Lorenzo），其後西班牙人遭到佔領台灣南部的荷蘭人驅逐，宜蘭成爲荷蘭的福爾摩沙十一郡省之一，被歸在淡水地方會議區內，1640年起荷蘭人開始委任漢人社商承包各種產品及日用品的交易及徵稅，承攬的社商必須代納該社一切稅餉，相對地社商享有壟斷與該社交易的權利。據荷蘭史料估計當時噶瑪蘭族人口約在一萬人左右。其中最大的聚落淇武蘭社有840人。

## 清治時期
清朝領台以後，宜蘭歸諸羅縣管轄，至1723年又歸新設立的彰化縣，7年後再劃入同樣成立於1723年的淡水廳。在這段期間內，清朝政府對宜蘭地區只有名義上的管轄，並沒有真正設管治理。由於宜蘭地區被視為行政邊疆，常成為海盜、流寇的聚集地。
泰雅族大約在十八世紀中期進入宜蘭，在大濁水溪（今和平溪）上游定居，之後泰雅族越過思源埡口到達大濁水溪上游谷地居住，構成今日居住在大同鄉的泰雅族溪頭群；另一部分的泰雅族則繞過南湖大山向東進入南澳北溪或和平北溪居住，成為泰雅族的南澳群，主要居地為南澳鄉。在大同鄉英士以下的各部落，則是來自桃園的卡奧灣群。
1768年，漢人林漢生探訪噶瑪蘭，被殺害。1776年，林元旻由烏石港北邊的河流上溯至淇武蘭，為有紀錄漢人入墾蘭陽平原最早者。1796年漢人吳沙擊潰噶瑪蘭族，佔領頭城以北土地。頭城以南之蘭陽平原則要等到1810年臺灣知府楊廷理設治才由官府直接管轄。漢人進墾宜蘭平原後，將原野與森林闢為農田，平埔族賴以維生的獵場逐漸消失，傳統文化逐漸式微，大多被漢人所同化，或移入阿美族領土接受庇護。漢人逐漸建立了二圍、三圍、四圍等聚落，最後在嘉慶七年（1802年）建立五圍，但由於蔡牽在嘉慶十一、十二年（1806、1807年）入侵噶瑪蘭地區，引發漳泉械鬥，最後漳州人控制濁水溪（今蘭陽溪）以北，泉州人則遷居溪南（今羅東一帶）。
自康熙末年起，清廷劃定大抵呈南北向分布的「番界」，將噶瑪蘭等地排除在行政區之外，稱之為「界外」，禁止在漢人界外活動。然而至噶瑪蘭廳成立前夕，當地漢人已多達4萬3千人，成為促成清廷設廳的原因之一。嘉慶十五年（1810年），閩浙總督方維甸因漳泉械鬥而來臺巡視時，原住民噶瑪蘭族頭目包阿里與漢人何繪於艋舺上呈戶口清冊，請求將噶瑪蘭納入清朝版圖，方維甸遂上奏摺請求「設官經理」，並派臺灣府知府楊廷理與巡檢胡桂前往勘察，楊廷理選定五圍建城，同年五月二十九日奉硃批「必須有所鈐制，方可相安無事」，最後在嘉慶十七年（1812年）時設噶瑪蘭廳，始納入大清版圖。初委候補知府楊廷理籌辦設治事宜，嘉庆十七年（1812年）二月始正式核定設廳，設噶瑪蘭廳於五圍（今宜蘭市），辖境約当今宜蘭縣蘭陽平原地區。光绪元年（1875年）六月十八日，沈葆禎等人奏請改台灣為二府八縣一廳，同年十二月二十日（1876年1月15日）欽准，原淡水廳裁廢，改設為一府（台北府）三縣（淡水、新竹、宜蘭），噶瑪蘭廳乃改制為縣並改名為宜蘭縣，並改隸於新設立的臺北府。

## 日治時期

1915年宜蘭廳行政區劃

日治初期，宜蘭縣改制為宜蘭支廳，隸屬於台灣總督府臺北縣。1897年（明治30年），獨立為台灣總督府轄屬宜蘭廳。1909年將今新北市坪林區劃入，設坪林尾支廳。
日本統治當局在控制宜蘭後即開始著手將原住民殘留之領域全部納入統治之計劃，宜蘭廳自1903年起開始進行隘勇線擴張政策，沿著宜蘭溪南地區的淺山稜脈延伸至南方澳海邊，其後並進而連結至大南澳蘇花斷崖，對泰雅原住民進行大包圍。1910年開始推動五年「理蕃」計畫之後，現今宜蘭縣內的泰雅族各社便全部納入日本當局統治之內。控制原住民地區之後，日本當局得以開始進行伐樟製腦的工作，並進而推動叭哩沙與大南澳平野的土地調查與開墾計畫，來自台灣西北部的客家移民遂移入南澳和叭哩沙地區。1917年起台南製糖會社、台灣紙業會社在宜蘭的工廠先後成立，在今日五結鄉的二結地區形成工業區。
1920年（大正9年），廢廳改隸臺北州，設三郡（宜蘭郡、羅東郡、蘇澳郡），時稱蘭陽三郡，坪林則劃出。1921年經營今日三星鄉天送埤發電所的台灣電氣興業株式會社成立、敷設的輸電網絡，足以供應縣境內各式產業之用。1924年台灣總督府將營林所移設於羅東，此後羅東街因木材業而大為興盛。同年宜蘭線鐵路全線通車，進一步解決了宜蘭「形勢封閉」的交通困境。1940年宜蘭郡宜蘭街升格為臺北州直轄的宜蘭市。太平洋戰爭時，日軍在宜蘭興建宜蘭機場，在今進士里附近興建大群機堡，至今仍可看見三個機堡的遺跡。

## 戰後時期
中華民國接收台灣初期，臺北州改制為臺北縣，蘭陽三郡與宜蘭市，分別改為臺北縣下轄的宜蘭區、羅東區、蘇澳區、宜蘭市，原郡下轄的街庄改為鎮跟鄉。1947年2月4日，蘇澳區廢除，下轄鄉鎮改為羅東區管轄。1949年3月，臺北縣增設北峰區，管轄南澳鄉、太平鄉（今大同鄉）以及烏來鄉。1950年10月，實施地方自治，行政區劃重組，宜蘭區、羅東區、北峰區廢除，下轄鄉鎮除烏來鄉外，加上宜蘭市，自臺北縣劃出，1950年10月10日設為宜蘭縣。1951年2月14日，宜蘭縣議會成立。1958年7月15日，太平鄉更名为大同鄉。1971年12月2日，将釣魚臺列嶼劃歸宜蘭縣頭城鎮管辖。1976年7月1日，員山鄉的一至四鄰劃歸宜蘭市梅洲里，原三星鄉所辖的中華村劃歸員山鄉。1979年9月1日，三星鄉天山村的王蘭巷划归大同鄉松羅村。
早期宜蘭縣在公路交通方面依靠省道臺2線（北部濱海公路）和臺9線（北宜公路）與大臺北地區聯絡，但兩公路受限於雪山山脈阻隔或海岸路線迂迴等因素，造成長期以來與臺灣東部、北部之間道路交通不便。1963年5月，拓寬日治時代的「角板山三星警備道」，是為北部橫貫公路。1966年5月28日，於臺北縣三峽鎮大埔村舉行通車典禮，時任中華民國副總統嚴家淦親臨剪綵。1988年，為改善宜蘭地區聯外交通，以及促進臺灣東部地區發展。行政院決定修建北宜高速公路，同時在新北市坪林區與宜蘭縣頭城鎮間開鑿長度近13公里的雪山隧道讓高速通過雪山山脈。1991年，雪山隧道開始動工，施工期間遭遇台灣工程史中未曾面對的困難，造成工程嚴重受阻且進度大幅落後，直至2000年5月整體工程進度僅有33.6%，通車時程因此比預估的1998年足足晚了八年。雪山隧道行經極度惡劣的地質，其中包括了六處斷層、98處剪裂帶及36處地下湧泉。隧道工程常常因此而受到阻礙。整個公路工程共有上千名工程人員參與，在前後15年的施工期間內共有13位工作人員因工程災難殉職。

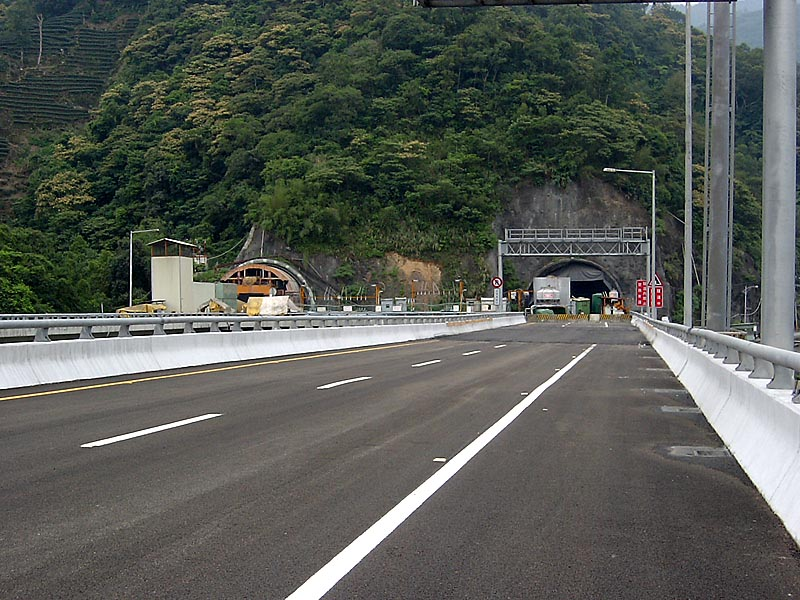
2002年尚在施工中的雪山隧道